# Wilhelmitenkloster St. Remigius
Das Wilhelmitenkloster St. Remigius in Worms war die Niederlassung des Ordens der Wilhelmiten in der Stadt.

## Geografische Lage
Das Wilhelmitenkloster lag zwischen dem inneren und dem äußeren Mauerring der Stadtbefestigung im Norden des mittelalterlichen Worms, der „Mainzer Vorstadt“, westlich der Mainzer Straße und benachbart zur Pfarrkirche St. Amandus und der Kapelle Armer St. Stephan. Auf die heutigen Straßen bezogen lag das Kloster an der Remeyerhofstraße, zwischen der Amandusgasse und der Hermannstraße, unmittelbar nördlich des zur Kapelle Armer St. Stephan gehörenden Friedhofs.

## Geschichte
Aufgrund des frühen Untergangs der Einrichtung ist die Quellenüberlieferung dazu begrenzt. So sind aus der gesamten Zeit, in der das Kloster bestand, nur vier Prioren und drei andere Konventsmitglieder namentlich bekannt. Nach einer frühneuzeitlichen Überlieferung soll das Kloster 1287 oder 1290 gegründet worden sein. Die älteste erhaltene Erwähnung stammt von 1299. Aufgrund des Visitationsrechts des Wilhelmitenklosters Marienpfort bei Waldböckelheim wird angenommen, dass die Klostergründung in Worms von dort aus erfolgte.
Im Streit zwischen der Stadt Worms und den dort ansässigen Klerikern Ende des 14. Jahrhunderts – es ging im Kern darum, auch die Kleriker städtischen Steuern zu unterwerfen – stellten sich die Wilhelmiten, im Gegensatz zu den Bettelorden der Franziskaner und Dominikaner, auf die Seite von Klerus und Bischof. Damit verloren sie Rückhalt in der städtischen Gesellschaft.
In den ersten drei Quartalen des 15. Jahrhunderts zeigen die wenigen erhaltenen Zeugnisse einen ordnungsgemäßen Klosterbetrieb, dessen Höhepunkt war, dass das Kloster 1478 Gastgeber des Provinzialkapitels war. In den nächsten zehn Jahren aber erfolgte ein Absturz: 1489 war das Kloster nur noch von einem Verwalter bewohnt (dem letzten Prior der Einrichtung) und der Ordensprovinzial stellte in seinem Visitationsbericht fest, dass das Kloster verlassen sei. Er bat die Stadt Worms um die Verwaltung der Liegenschaften. In der Steuerliste von 1496 wird das Kloster nicht mehr erwähnt, sondern nur noch die Kapelle St. Remigius. 1529 sind Kloster und Kapelle nur noch Ruinen. Sie wurden vom Kloster Marienpfort mit den zugehörigen Gartengrundstücken und einem Weingarten an den Domherren Anton Schlüchterer von Erfenstein verkauft, wobei sich Marienpfort zunächst noch einige Rechte vorbehielt, unter anderem ein Rückkaufrecht.

## Organisation
Das Kloster war eines von 19, die der deutschen Ordensprovinz unterstanden. Bei deren Teilung 1329 kam das Kloster zur Oberdeutschen Provinz. Geleitet wurde die Niederlassung von einem Prior. Mutterkloster war und Visitationsrecht über die Wormser Niederlassung besaß das Kloster Marienpfort. Besitzungen und Einkünfte des Klosters sind in geringem Umfang außer in Worms selbst in dessen unmittelbarer Umgebung nachgewiesen (Herrnsheim, Neuhausen und Hofheim).

## Gebäude

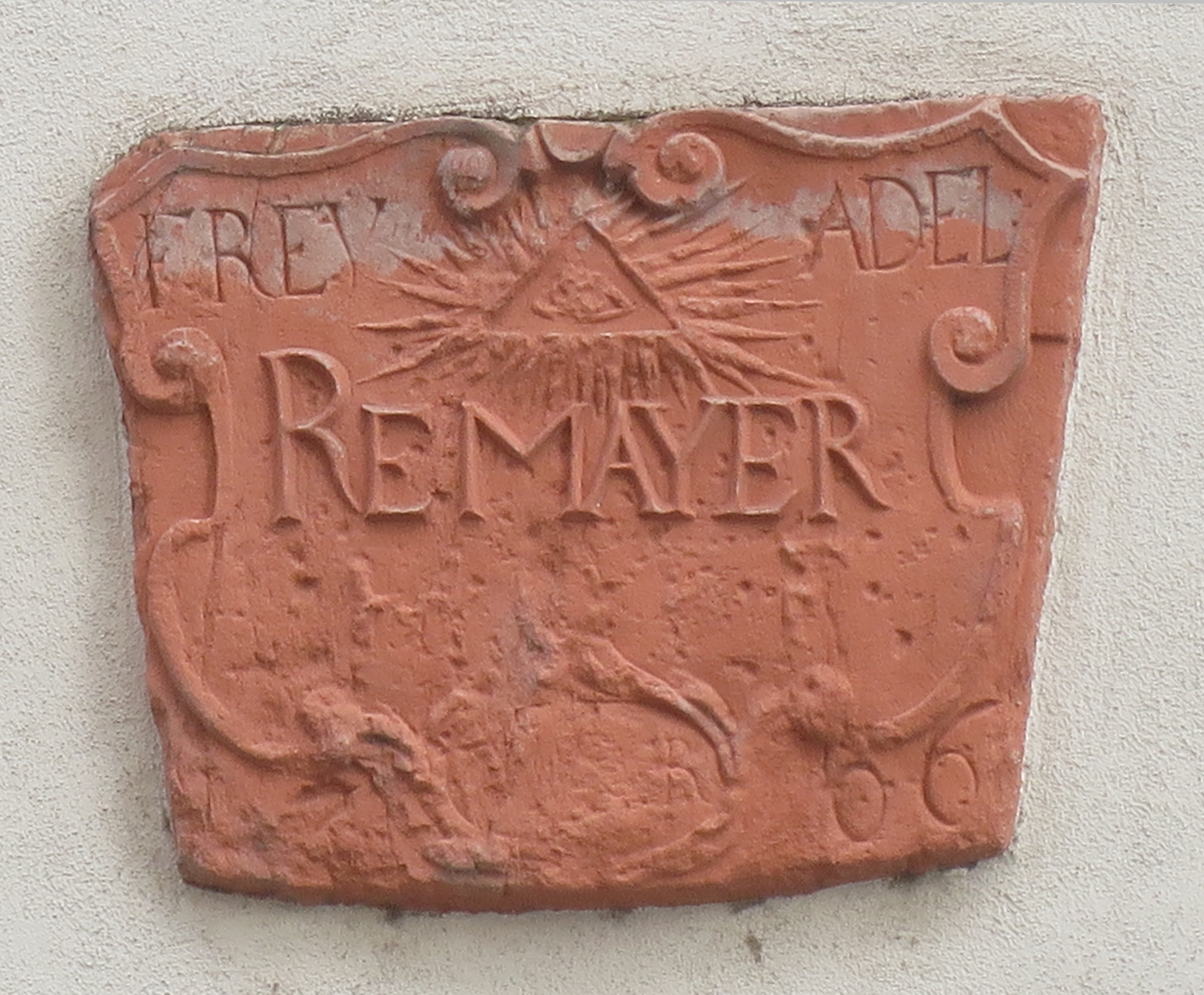
In die Westwand der Remeyerstraße 20 eingelassener, auf 1706 datierter, Schlussstein

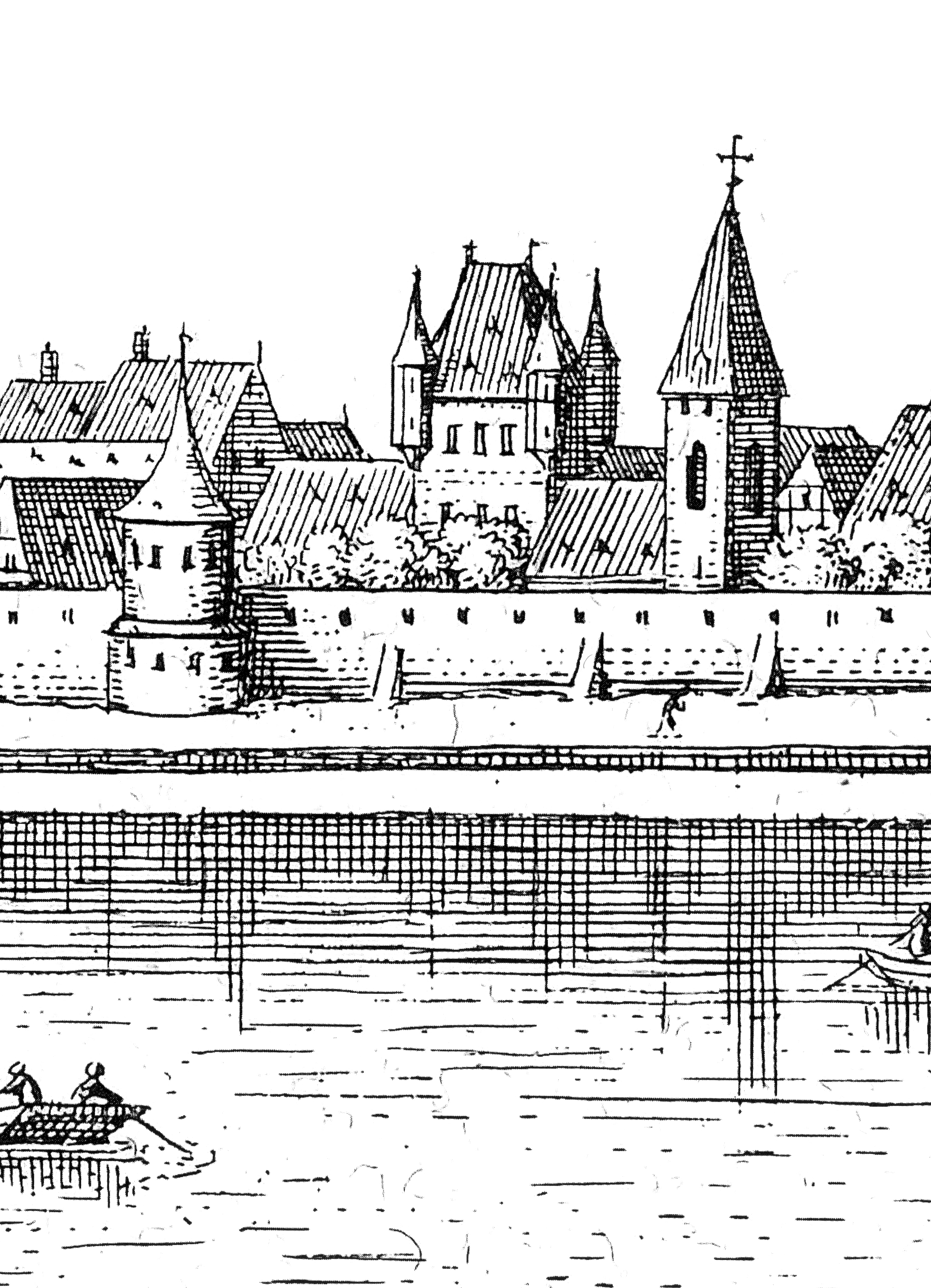
Ausschnitt aus der Stadtansicht von Matthäus Merian, Mitte 17. Jahrhundert: Blick auf die äußere Stadtmauer, im Vordergrund der Rhein. Der Remeyerhof ist in der Bildmitte zu sehen, rechts der Turm der Amanduskirche.

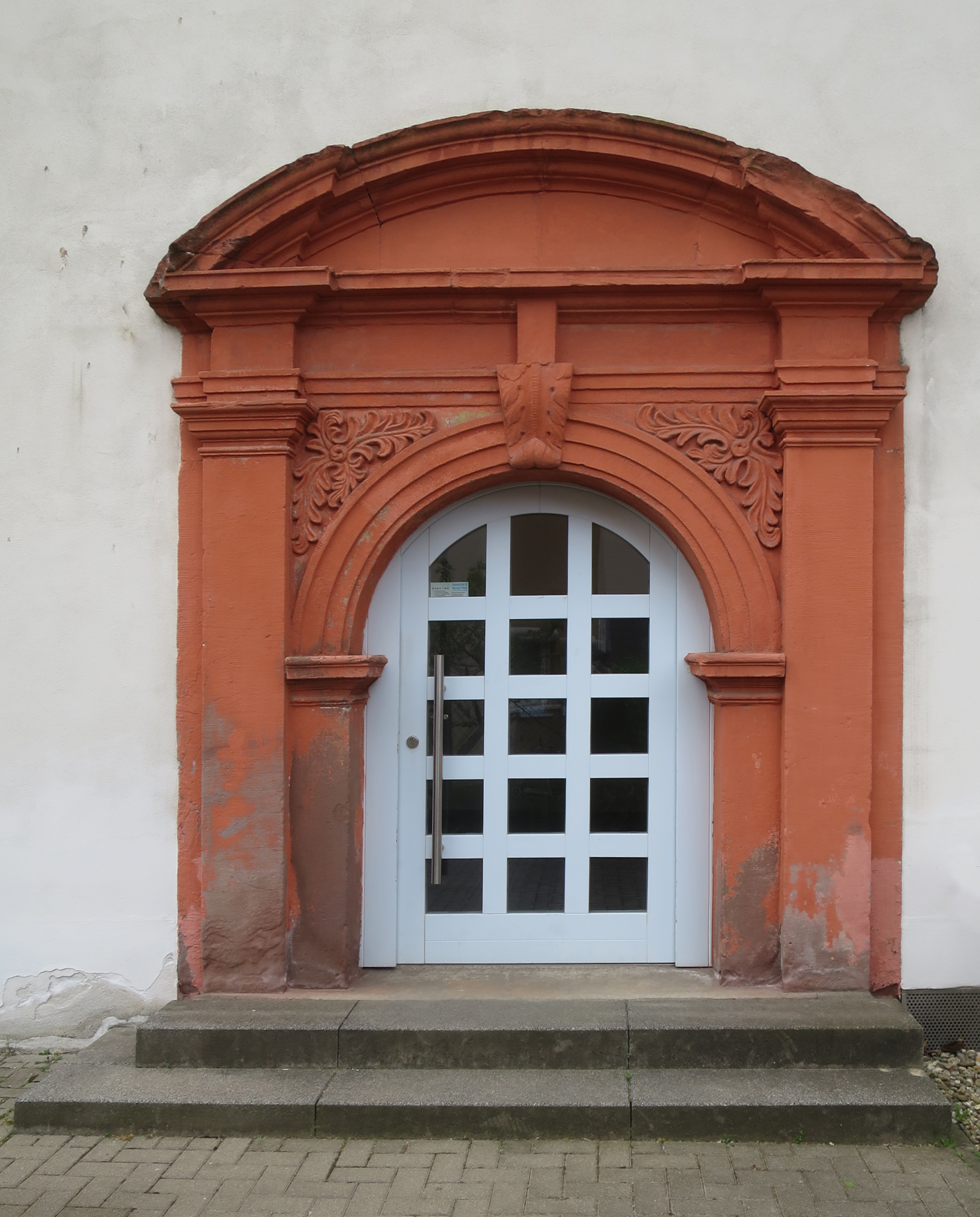
Barockportal in der Remeyerhofstraße 20, 18. Jahrhundert

Zum Kloster gehörte die Kapelle St. Remigius. Das älteste diese Kapelle betreffende und erhaltene Zeugnis stammt von 1401. Diese Kapelle war nicht identisch mit einer Pfarrkirche gleichen Patroziniums die dem Cyriakusstift im damals Worms benachbarten Neuhausen gehörte. In älterer Literatur wird noch davon ausgegangen, dass es sich bei der Pfarrkirche – älteste erhaltene Erwähnung von 1283 – und der Kapelle um die gleiche Einrichtung handelte.
Zur Baugeschichte von Kapelle und Kloster gibt es keine Zeugnisse. Nach deren Verkauf 1529 durch das Kloster Marienpfort an den Domherren Anton Schlüchterer von Erfenstein übte Marienpfort aber das vereinbarte Rückkaufrecht nie aus. Die Immobilie wurde anschließend mehrfach verkauft. Kurz nach 1535 errichtete hier ein Mitglied der Familie Riedesel von Bellersheim den Riedeselschen Hof, einen Adelssitz. Dieses Gebäude ist auf dem Stich von Matthäus Merian, der die Wormser Stadtansicht von der Rheinseite aus zeigt, deutlich neben dem Turm der Amanduskirche zu erkennen.
Als Truppen König Ludwig XIV. 1689 im Pfälzischen Erbfolgekrieg Worms zerstörten, traf das auch diesen Adelshof. Er befand sich in Dieser Zeit im Eigentum des Hochstifts Speyer, danach gehörte er dem Vizekanzler Faber, der hier den Remeyer Hof neu errichtete. Ein Schlussstein tägt die Jahreszahl „1706“. Der Remeyer Hof wurde in den Koalitionskriegen schwer beschädigt, die Ruinen 1817 weitgehend abgebrochen.